# Samuel Keiser
Samuel Keiser (27 juli 1998) is een Zwitsers skeletonracer.

## Carrière
Keiser maakte zijn wereldbekerdebuut in het seizoen 2020/21 waar hij als 18e eindigde.
Op het wereldkampioenschap 2020 werd hij 30e in de individuele categorie.

## Resultaten

### Wereldkampioenschappen
| Jaar | Plaats    | Resultaat       |
| ---- | --------- | --------------- |
| 2020 | Altenberg | 30e Individueel |

### Wereldbeker
Eindklasseringen
| Seizoen   | Rang |
| --------- | ---- |
| 2020/2021 | 18e  |